# Черчепикола
Черчепикола (итал. Cercepiccola) је насеље у Италији у округу Кампобасо, региону Молизе.
Према процени из 2011. у насељу је живело 328 становника. Насеље се налази на надморској висини од 683 м.

## Становништво
Према резултатима пописа становништва 2011. у општини је живело 685 становника.
| 1936. | 1951. | 1961. | 1971. | 1981. | 1991. | 2001. | 2011. |
| ----- | ----- | ----- | ----- | ----- | ----- | ----- | ----- |
| 1.401 | 1.422 | 1.187 | 960   | 977   | 849   | 727   | 685   |